# Jules Moes
Jules Moes (Maastricht, 6 november 1879 - Amsterdam, 30 december 1961) was een Nederlands operazanger en zangpedagoog.
Al op jonge leeftijd zong hij mee in de Mastreechter Staar en werd er eigenlijk ontdekt door Jan van Poppel.
Hij kreeg vanaf 1899 verdere muziekopleiding van Cornelie van Zanten (zang), Jean-Baptiste de Pauw en Willem Hutschenruijter (piano) en Bernard Zweers (compositieleer) aan het Conservatorium van Amsterdam. Hij ging in 1902 als tenor aan de slag bij het Amsterdamsch Lyrisch Toneel van Peter van Anrooy, in 1903 bij de Opera in Gent en van 1905 tot 1909 bij dat van Antwerpen. Zijn rollen verschoven daarbij van lyrische tenor naar heldentenor. In die jaren was hij wel ook in Nederland te horen, zoals bij de Noord-Nederlandsche Opera van Jan van Gilse en de Nederlandse Opera van Désiré Pauwels
In 1912 verhuisde hij naar de Duitse Opera in Praag; hij gebruikte daar de naam Jules Peters. In de Eerste Wereldoorlog keerde hij terug naar Nederland om er te gaan zingen bij de Nederlandsche Opera van Gerhardus Hendricus Koopman en opnieuw bij Désiré Pauwels.
Hij werd voornamelijk bekend in opera’s van Richard Wagner, waarbij er ook plaatopnamen werden gemaakt. Een bijzonderheid was dat zijn rollen in Die Meistersinger von Nürnberg en Tristan und Isolde in het Nederlands werden gezongen. Hij bleef furore maken in het buitenland bij operagezelschappen in Parijs, Wenen en Berlijn. Eenmaal uitgewoed begon hij een loopbaan als oratoriumzanger en zanger in passiespelen. Vanaf 1925 tot 1928 zong bij het gezelschap Co-Opera-Tie met onder andere een rol in Beatrijs van Willem Landré. In 1927 werd hij muziekcoördinator bij de KRO. Hij werd steeds minder actief als operazanger (bleef tot 1941 weg regelmatig zingen) en legde zich steeds meer toe op lesgeven, bijvoorbeeld aan het Rotterdams Conservatorium (hoofdleraar en operaklas). Op latere leeftijd werd hij nog vaak gezien als bezoeker van opera-uitvoeringen.
Hij was zoon van Joannes Moes en Josephine Christine Peters. Hijzelf huwde in Maastricht met Marie Mathilde Vreijdenberger met wie hij vijf kinderen kreeg. Het echtpaar woonde lange tijd aan de Admiraal de Ruijterweg 264. Hij overleed vlak na zijn echtgenote op 30 december 1961 in het Onze Lieve Vrouwe Gasthuis. Er werd een dienst gehouden in de Boomkerk en hij werd begraven op Begraafplaats Sint Barbara.